# Peter Grimes
Peter Grimes è un'opera in tre atti di Benjamin Britten, ispirata al poema The Borough di George Crabbe, su libretto di Montagu Slater.

## Prime rappresentazioni
La prima rappresentazione ebbe luogo al Teatro Sadler's Wells di Londra il 7 giugno 1945 con Peter Pears e diretta da Reginald Goodall, ottenendo successo sia di critica che presso il pubblico.
Il 7 dicembre 1945 venne trasmessa la prima radiofonica dall'Auditorium RAI di Roma nella traduzione di Massimo Mila diretta da Fernando Previtali.
Negli Stati Uniti la prima è stata il 6 agosto 1946 nel Berkshire Music Center di Tanglewood di Lenox (Massachusetts) diretta da Leonard Bernstein alla presenza del compositore.
Al Teatro alla Scala di Milano la prima è stata l'11 marzo 1947 diretta da Tullio Serafin con Giacinto Prandelli, Gino Del Signore ed Enrico Campi.
Al Royal Opera House, Covent Garden di Londra la prima è stata il 6 novembre dello stesso anno con Pears.
Al Metropolitan Opera House di New York la première è stata il 12 febbraio 1948 con Regina Resnik, John Brownlee e Jerome Hines e fino al 2008 ha avuto 71 recite.
All'Opéra national de Paris la prima è stata l'11 giugno 1948 per il Royal Opera House.
Il 24 marzo 1949 avviene la prima nel Théâtre Municipal di Strasburgo.
Il 28 aprile 1950 avviene la prima nell'Empire Theatre di Edimburgo per il Covent Garden Opera.
Al Teatro Verdi (Trieste) va in scena nel 1960 con Mirto Picchi, Piero Guelfi e Florindo Andreolli.
Al Teatro dell'Opera di Roma va in scena nel 1961 diretto da Gabriele Santini. 
Al Grand Théâtre di Ginevra va in scena nel 1965 diretta da Charles Mackerras.
Al Teatro Regio di Torino va in scena nel 1968 e nel 2010 diretto da Yutaka Sado con Neil Shicoff.
Al San Francisco Opera va in scena nel 1973 diretto da John Pritchard.
Al Glyndebourne Festival Opera va in scena nel 1992 con Andrew Davis e la London Philharmonic.
Al Wiener Staatsoper va in scena nel 1996 diretto da Mstislav Rostropovich con Shicoff e fino al 2013 ha avuto 37 rappresentazioni.
A Bilbao va in scena nel 2004.
All'Opera di Santa Fe (Nuovo Messico) ed al Teatro comunale Luciano Pavarotti di Modena va in scena nel 2005.

## Trama
Il "borgo" in cui l'opera è ambientata ricorda molto Aldeburgh, cittadina sulla costa orientale dell'Inghilterra, dove viveva Crabbe, e in seguito anche Britten.

Relativamente al personaggio di Crabbe, in un ritratto psicologico tra i più complessi dell'opera contemporanea, Slater, con Britten e Pears, cambiarono Peter Grimes in una vittima delle circostanze e della comunità ed il suo violento comportamento divenne il risultato della sua smania di lavoro senza fine: una denuncia riguardo al complesso di superiorità dei suoi concittadini e sulla loro mancanza di umanità.

L'azione si svolge in un villaggio di pescatori sulla costa orientale dell'Inghilterra, intorno al 1830.

### Prologo
Nella sala delle riunioni del Municipio si svolge l'inchiesta per la morte del mozzo del pescatore Peter Grimes, già da tempo sospettato dai suoi compaesani di essere violento e brutale nei confronti dei ragazzi che assume. Dopo aver ascoltato la difesa di Grimes, l'avvocato Swallow lo scagiona dall'accusa di omicidio volontario, dato che in precedenza il pescatore aveva salvato il ragazzo durante una tempesta e le condizioni di sopravvivenza il giorno della morte del mozzo erano davvero allo stremo: tuttavia lo esorta a non assumere più altri mozzi. Peter si lamenta, perché gli serve una mano per fronteggiare il lavoro, e viene quindi esortato a sposarsi. Mentre la sala viene sgomberata, Peter rimane solo con Ellen Orford, vedova e sua amica, che spera un giorno di poter sposare, e i due si confortano a vicenda. 

### Atto 1
Qualche giorno dopo, sulla spiaggia, il farmacista Ned Keene informa Grimes di avergli trovato un ragazzo che possa fargli da mozzo: ma, eccezion fatta per Ellen, nessuno si offre per andarlo a prendere all'orfanotrofio mentre Peter finisce di lavorare sul mare. La spiaggia si spopola poco a poco, dato che si sta avvicinando una violenta tempesta: il capitano Balstrode, un ufficiale in pensione, rimane a fare compagnia a Peter, che preferisce rimanere esposto al nubifragio in arrivo che insieme ai suoi malevoli compaesani. Il capitano chiede a Peter la ragione della sua testardaggine e nel suo voler andar per mare a tutti i costi, anche a costo di rimetterci la vita: Peter allora gli confessa la volontà di arricchirsi con la pesca per poter sposare Ellen e fare una vita rispettabile.
Nella taverna di Zietta si è rifugiata molta gente in attesa che passi la tempesta: alcuni avventori si fanno adescare dalle due "Nipotine" della proprietaria del locale, ma l'arrivo improvviso di Grimes inquieta gli animi di tutti, ed alcuni, capitanati dal fanatico Boles, vorrebbero picchiarlo, ma Balstrode calma gli animi. Finalmente arriva Ellen con il ragazzo dall'orfanotrofio: nonostante la tempesta e il parere contrario di tutti i presenti, Peter decide di portare il nuovo mozzo a casa.

### Atto 2
Qualche settimana dopo, i cittadini si recano tutti alla messa: Ellen vi accompagna il nuovo mozzo, ma nel tragitto si accorge che il ragazzo ha dei vestiti strappati e dei segni di lividi sul corpo. Arriva Peter che reclama il ragazzo per andare a pescare un grosso banco di pesci che ha avvistato, ma Ellen si oppone, dato che è domenica, giorno di riposo: nonostante le rimostranze del pescatore, Ellen lo assilla di domande, cercando di capire come il mozzo si sia fatto quei lividi. Nel diverbio che ne segue, Peter, infastidito, colpisce Ellen e scappa via con il ragazzo: la scena è spiata da Ned, Zietta e Boles. Quest'ultimo, che vede in Grimes una reincarnazione del diavolo, aizza gli abitanti del villaggio, appena usciti dalla chiesa, contro il pescatore: a nulla valgono i tentativi di Balstrode e di Ellen di calmare gli animi, la folla si mette in marcia verso la casa di Grimes. Ellen rimane sola in scena con Zietta e le Nipotine, lamentando la crudeltà degli uomini.
Nella sua casa, Grimes alterna momenti di follia ad attimi di lucidità, esortando ora il mozzo a prepararsi per la pesca, ora attardandosi a spiegargli i suoi sogni di gioventù. Da lontano, poco a poco, Peter sente l'arrivo della folla, e se la prende con il ragazzo, accusandolo di aver parlato troppo con Ellen. I due decidono di uscire dal retro della casa, che dà sulla scogliera, ma durante la fuga il ragazzo precipita. La folla arriva di fronte a casa di Peter, e l'avvocato Swallow, con il parroco e Ned constatano che non c'è nessuno e che il posto è tranquillo, ma solo il capitano Balstrode capisce il problema, affacciandosi dalla scogliera.

### Atto 3
Nel villaggio impazza una festa, turbata solo dalle insinuazioni di Mrs. Sedley, un'anziana vedova che ha in odio Grimes, e che continua ad affermare che l'uomo abbia ucciso il mozzo, ma nessuno le dà retta. Ma la donna assiste a un colloquio tra Balstrode ed Ellen: quest'ultima mostra al capitano la maglia del mozzo che ha ritrovato sulla spiaggia. Di fronte a questa prova, Mrs. Sedley avvisa l'avvocato Swallow, e, a poco a poco, tutti i cittadini vengono informati e si preparano per arrestare Grimes.
Peter nel frattempo si aggira per il villaggio, con la mente sconvolta. Ellen e il capitano lo ritrovano e si rendono conto dell'irreversibilità della sua condizione mentale, e Balstrode gli consiglia di andare al largo per affondare la  barca. Peter obbedisce e salpa: la sua sparizione in mare non viene nemmeno notata dagli abitanti del villaggio.

## Discografia parziale
- Peter Grimes - Britten/Watson/Pears/Kelly, 1958 Decca
- Peter Grimes - Davis/Vickers/Harper/Allen, 1978 Decca - Grammy Award per Best Opera Recording 1980
- Peter Grimes - Richard Hickox, 1996 Chandos - Grammy Award per Best Opera Recording 1997
- Peter Grimes - Alison Buchanan/Anthony Michaels-Moore/Catherine Wyn Rogers/Glenn Winslade/James Rutherford/Jill Grove/Jonathan Lemalu/London Symphony Chorus/London Symphony Orchestra/Nathan Gunn/Ryland Davies/Sally Matthews/Sir Colin Davis, 2004 LSO
- Peter Grimes - Peter Pears/Benjamin Britten/Chorus & Orchestra of the Royal Opera House, Covent Garden, 2010 Musical Concepts

## DVD parziale
- Peter Grimes - Britten/Pears/Harper/Drake, regia Joan Cross, 1969 Decca
- Peter Grimes (ENO, 1994) - English National Opera, Arthaus Musik/Naxos
- Peter Grimes (La Scala, 2012) - Robin Ticciati, Opus Arte/Naxos
- Peter Grimes (Aldeburgh Festival, 2013) - Arthaus Musik/Naxos